# هانس أولريش فيش
هانس أولريش فيش هو رسام سويسري، ولد في 22 سبتمبر 1583، وتوفي في 10 نوفمبر 1647 في أراو في سويسرا.